# آذری یا زبان باستان آذربایجان
آذری یا زبان باستان آذربایجان رساله‌ای است که به دست پژوهشگر و اندیشمند ایرانی احمد کَسرَوی در سال ۱۳۰۴ خورشیدی دربارهٔ پیشینه زبان آذری نوشته شده است. این کتاب به تأیید بسیاری از خاورشناسان رسیده است. کسروی در این کتاب با بهره‌گیری از اسناد و دست‌نوشته‌های گوناگون تاریخی اثبات می‌کند که زبان آذری را (که به آن «پهلوی» یا «آذربایجانی» نیز گفته می‌شود) نباید جزو زبان‌های ترکی، بلکه در زمره زبان‌های ایرانی، به‌شمار آورد.
این رساله که نخستین اثر جدی کسروی به‌شمار می‌آید که در سطح جهانی نیز بسیار تأثیرگذار بوده است و منجر به نظریه جدیدی در ایران در مورد وجود ریشه ایرانی در زبان آذری گردید. علیرضا مناف‌زاده در مورد این کتاب کسروی می‌گوید:
این کتاب دارای یک جایگاه علمی برجسته در سراسر جهان می‌باشد. انتشار این اثر را نیز می‌توان تأییدی بر پیوند ناگسستنی ایرانیان آذری زبان با سایر ایرانیان دانست. بررسی رابطه زبانی ایرانیان گذشته به همان اندازه که نشان‌دهنده وحدت زبانی آن‌ها در آینده است، بلکه ابزاری بود برای نشان دادن اینکه تمام ایرانیان از یک هویت پیوسته و جاودانه برخوردارند.

## اطلاعات کتاب

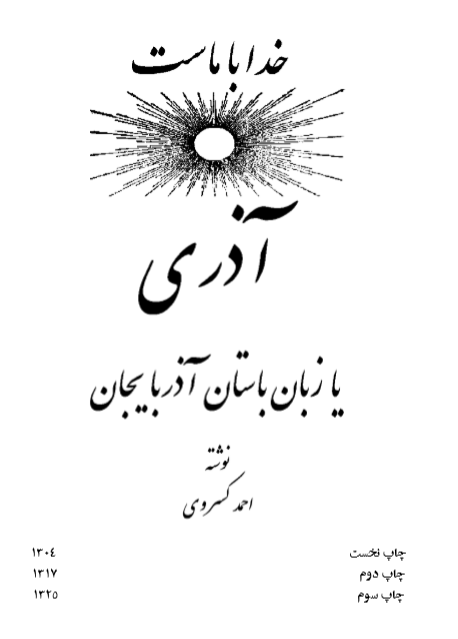
کتاب آذری یا زبان باستان آذربایجان، نوشته احمد کسروی

- سرنویس: آذری یا زبان باستان آذربایجان
- نویسنده: احمد کسروی
- چاپ نخست: ۱۳۰۴ ه‍.ش
- ناشران کنونی: انتشارات هَزار کرمان (در ۱۱۸ صفحه رقعی)، همچنین در جلد نخست کتاب «زبان فارسی در آذربایجان» به کوشش ایرج افشار، انتشارات دکتر محمود افشار آورده شده است.

## دربارهٔ کتاب
کسروی در این کتاب برای نخستین‌بار این نظریه را مطرح کرد که زبان منطقهٔ آذربایجان تا چند سده پیش (پیش از رایج شدن ترکی) زبانی از خانوادهٔ زبان‌های ایرانی بوده است. وی با توجه به قرائن تاریخی نام این زبان را آذری گذاشت. این کتاب باعث شهرت کسروی در حلقه‌های ایران‌شناسی شد و وی به عضویت محافل علمی خارج از کشور درآمد. نسخهٔ نخست کتاب و به تبع آن پردازش نظریه تنها با توجه به قراین تاریخی بود. بعدها کسروی مطالعاتی در زبان‌شناسی انجام داد و در ویرایش‌های آتی کتاب به این نظریه با توجه به پایه‌های زبان‌شناختی نیز پرداخت.
پژوهش کسروی برانگیزندهٔ پژوهشگران شد تا در نقاط مختلف آذربایجان به جستجوی بقایای آن زبان تاریخی بپردازند و نمونه‌هایی دیگر از این زبان بیابند. این کتاب جنجال داخلی زیادی در میان برخی گروه‌ها برانگیخت و هنوز هم نظریهٔ کسروی مخالفانی دارد. لیکن این نظریه مورد قبول ایران‌شناسان و زبان‌شناسان واقع است و همان‌طور که والتر هنینگ گفته است تشکیک جدی‌ای بر آن وارد نیست.
آثار تاریخی کسروی توسط دیگر دانش‌پژوهان به رسمیت شناخته شده است. ولادمیر مینورسکی در مورد کسروی می‌گوید:
کسروی روح تاریخنگار راستگو را داراست. او در جزئیات دقیق و در ارائه شفاف است
خسرو ناقد در مورد این کتاب می‌نویسد: «یکی از کارهای تحقیقی مهم و باارزش کسروی که سبب شهرت وی نه تنها در ایران، بلکه در مجامع علمی جهان گشت، رسالهٔ پنجاه و شش صفحه‌ای «آذری یا زبان باستان آذربایجان» است که در زمان حیات او به زبان انگلیسی نیز ترجمه شد و زمینهٔ پذیرش او را در «انجمن پادشاهی آسیایی لندن» و «فرهنگستان آمریکا» فراهم آورد. کسروی دربارهٔ انگیزهٔ پرداختن به این کتاب می‌گوید: «سال‌ها در میان نویسندگان ایران و عثمانی کشاکش‌ها دربارهٔ نژاد آذربایجان رفتی؛ زیرا عثمانیان آذربایجان را ترک شمارده ترکی بودن زبان آنجا را دلیل آوردندی. از این سو، نویسندگان ایرانی به خشم آمده تندی‌ها کردندی و سخنانِ بی سر و بن نوشتندی … من، برای آنکه آن کشاکش را به پایان رسانم، در آن باره به جستجوهایی پرداختم و زبان باستان آذربایجان را پیدا کرده با نمونه‌هایش نشان دادم … شرق‌شناسان، که آذری را ترکی دانسته‌اند، از اینجا به لغزش افتاده‌اند که زبان امروزی آذربایجان ترکی است، و جز این هیچ دلیل دیگری نبوده و نیست (اگر بوده و هست نشان دهند) اما من به حال امروزی آذربایجان نگاهی نکرده از تاریخ و دانش به جستجو پرداخته این را روشن گردانیدم که زبان باستان آذربایجان، که در کتاب‌ها آذری نامیده شده، شاخه‌ای از فارسی بوده و در این باره دلیل‌های فارسی به دست آورده، نمونه‌هایی نیز از همان زبان، با شعر و نثر، به دست آورده در این کتابچه یاد کرده‌ام. از روی همین دلیل‌ها بوده که دانشمندان اروپایی نوشته‌های مرا بی‌چون و چرا دانسته و همگی پذیرفته‌اند»
پیش از اینکه در سال ۱۳۰۴ ه‍.خ رسالهٔ آذری یا زبان باستانی آذربایجان را به چاپ برسد، دکتر آرانی مقالاتی دربارهٔ زبان آذربایجان و زبان فارسی در مجلات ایرانشهر و فرنگستان شمارهٔ ۵ و ۶ در سال ۱۳۰۳ خورشیدی در برلین قلمی کرده بود.
پس از آن، نخستین مقاله‌ای که در تأیید رسالهٔ زبان آذری انتشار یافت توسط علامه محمد قزوینی بود که در دی ماه ۱۳۰۵ ه‍.خ انتشار داد، علامه قزوینی در مقالهٔ خود می‌نویسد: «این رسالهٔ صغیره الحجم، عظیمه الفایده مؤلف فاضل آن یک موضوع بدیع و دلکش را انتخاب نموده و در پیرامون آن تحقیقات فاضله‌ای خود را تمرکز داده است؛ و آن موضوع عبارت است ار حل دو مسئله ذیل: اول آن که زبان آذری مذکور در کتب مؤلفین قدما چه زبانی بوده است؟ ثانیاً آنکه: زبان ترکی که فعلاً زبان اهالی آذربایجان است از چه وقت و در نتیجهٔ چه علل و اسباب تاریخی در آن ناحیه ظهور پیدا کرده است.»
پس از چاپ رسالهٔ زبان آذری توسط نویسنده، ایران‌شناسان و زبان‌شناسان تصور می‌کردند زبان آذری همان زبان ترکی است که در آذربایجان رایج است و آن را ترکی آذری می‌نامیدند. پس از انتشار رساله، هم زبان‌شناسان و هم شرق‌شناسان متوجه این مسئله شدند که زبان آذری جدا از زبان ترکی کنونی آذربایجان است. حتی دائرةالمعارف اسلامی در حرف آ (آذربایجان) و حرف ت (تبریز) زبان آذری و زبان تبریزی را نوعی گویش ترکی ثبت کرده بودند که پس از انتشار رسالهٔ آذری آن را تصحیح کردند.
رسالهٔ زبان آذری در آن زمان، نه فقط در میان ایرانیان بلکه در کشورهای همجوار و پیرامون در ترکیه و اران و قفقاز و شوروی عکس‌العمل‌های متفاوتی دربرداشته است.
در زمان نهضت خیابانی در آذربایجان چون ترک‌های عثمانی، آذربایجان را اشغال کرده بودند و جمهوری نیم‌بند مساوات‌چی‌ها در اران را پایه‌گذاری کرده بودند و به علت آذربایجان نامیدن اران توسط مساوات‌چی‌ها، خیابانی به این اعمال مساوات‌چی‌ها و عثمانی اعتراض داشته است و به همین علت ترک‌های عثمانی از خیابانی دل خوشی نداشته‌اند؛ لذا نویسندگان و روزنامه‌نگاران ترکیه در سال‌های پسین با رسالهٔ زبان آذری و با خود کسروی هم به خاطر آذری نامیدن آذربایجانی‌های ایران به مبارزه برخاسته و توهین و تهمت‌هایی دربارهٔ او در مطبوعات ترکیه به او نسبت می‌دادند. یکی از این روزنامه‌ها به نام طنین که توسط روزنامه‌نگاری به نام یارار افندی منتشر می‌شد که وی را «ترک‌ستیز و نوکر ایران که از قیافه، نه به عرب‌ها می‌ماند و نه به ایرانی‌ها با این همه خودش را سید می‌داند و دشمن ترک‌هاست» می‌نامند.
بعدها، استادان و زبان‌شناسان و شرق‌شناسان خارجی و ایرانی در تأیید رسالهٔ آذری مقالاتی به رشتهٔ تحریر کشیدند. از خارجی‌ها همچون پروفسور مارکوارت آلمانی امیل بئر و مینورسکی و پروفسور هنینگ مقالات زیادی در مطبوعات و مجلات خارج از کشور قلمی‌کردند و از شرق‌شناسان شوروی نیز ارانسکی، بر تولد و از همه مهم‌تر ژیرکوف، دانشمند روس تصریح می‌کند که «آثار زبان ایرانی آذری در زبان ترکی آذربایجان محفوظ ماند و مردم آذربایجان پیش از ورود طوایف ترک‌زبان بدان زبان سخن می‌گفته‌اند و البته تاکنون آثار آن در زبان آذربایجان کنونی می‌توان یافت.»
در داخل کشور هم از سال ۱۳۰۴ تا حال نزدیک به ۵۰ نفر از دانشمندان و زبان‌شناسان در تأیید و تکمیل رسالهٔ آذری مقاله‌ها و کتاب‌ها به رشتهٔ تحریر کشیده شده است.
از سال ۱۳۲۷ تا سال ۱۳۵۷ مجلهٔ دانشکدهٔ ادبیات علوم انسانی دانشگاه تبریز بیشترین مقالات و تحقیقات خود را دربارهٔ زبان دیرین آذربایجان توسط استادانی همچون دکتر منوچهر مرتضوی، دکتر ماهیار نوابی و دکتر ادیب طوسی و عبدالعلی کارنگ و… و سایر استادان ایرانی به چاپ رسانیده است. در مدت سی سال مجلهٔ پربار دانشکدهٔ ادبیات دانشگاه تبریز، یک تنه تحقیق و پژوهش را به‌طور آکادمیک دربارهٔ زبان و فرهنگ آذربایجان به عهده داشته است. البته تحقیقات خارج از دانشگاه کماکان به موازات دانشگاه تبریز توسط سایر دانشمندان ایرانی انجام پذیرفته است که نام بردن از این عزیزان باعث اطالهٔ کلام خواهد شد.
نویسندهٔ رسالهٔ زبان آذری را از راه تاریخ و با استفاده از زبان‌های ایرانی، امثال زبان پهلوی و زبان کهن مادها و هخامنشیان حتی با استفاده از زبان‌شناسی ارمنی که همسایهٔ زبان‌های ایرانی در قفقاز بود پی گرفت و با استفاده از کتاب‌های تاریخی و جغرافی‌نویسان پس از اسلام، زبان ایرانی آذربایجان را از گرد و غبار قرون بیرون کشید.
استاد مرتضوی در این یادداشت به اشاره به بعضی بدخلقی‌ها و عصبیت‌های قومی ضدایرانی عده‌ای، یادآور می‌شود که: «... در شگفت بودم که اثبات علمی و مستند ایرانی بودن زبان آذربایجان از عهد باستان تا زمان دولت صفوی چه مشکلی ایجاد می‌کند؟! البته این تعجب در مورد نوشته‌های دیگران از زمان عباس اقبال و احمد کسروی و محمد قزوینی و ادوارد براون وجود داشته است. جای تعجب نیست اگر تعجبی؟! باشد در ساده لوحی امثال بنده است که در مردابی از عصبیت و ناآگاهی دنبال گوهر نایاب انصاف و دانش و ادب و متانت می‌گردیم»
در خاتمه یادآور می‌شود که: تعدادی نزدیک به ۵۰ مقاله و خلاصهٔ کتاب‌هایی که طی ۸۰ سال گذشته دربارهٔ زبان آذربایجان توسط استادان و زبان‌شناسان در ایران به رشته تحریر درآمده است در سال‌های ۶۱ و ۶۲ در دو جلد تحت عنوان «زبان فارسی در آذربایجان» به اهتمام ایرج افشار در موقوفات دکتر محمود افشار به چاپ رسیده است

### نظر والتر برونو هنینگ
هنینگ در مورد کسروی و کتابش، چنین می‌گوید:
«... چند قرنی است که شعبه‌ای از زبان ترکی در ایالات شمال غربی ایران، آذربایجان و زنجان به صورت زبان عامه درآمده است. داستان چگونگی نفوذ تدریجی قبایل ترک نژاد به این مناطق و به تبع آن، عقب‌نشینی و ناپدید شدن نهایی زبان ایرانی سکنهٔ پیشین ناحیه را مورخ ایرانی، سید احمد کسروی، از روی اسناد و آثار تاریخی پی جویی کرده است. جریان مذکور در سدهٔ یازدهم میلادی (قرن پنجم هجری) شروع و در آغاز سدهٔ شانزدهم (دهم هجری) به پایان رسیده است.
همه همداستانند – و در واقع هیچ گونه تردید جدی در این مورد وجود ندارد- که، پیش از ورود ترکان، مردم آذربایجان و زنجان نیز، همانند مردم سایر مناطق ایران، به یکی از زبان‌های ایرانی گفتگو می‌کردند. با توجه به نحوه پراکندگی گویش‌های ایرانی، می‌توان استنباط کرد که زبان گم شدهٔ آذربایجان به کدام گروه از زبان‌های ایرانی تعلق داشته است.»

## چکیدهٔ کتاب
«[اوایلِ قرنِ بیستم] در عثمانی، دستهٔ اتحاد و ترقی به روی کار آمده و آنان به این می‌کوشیدند که همهٔ ترکان را در هر کجا که هستند با خود همدست گردانند و یک تودهٔ تُرکِ بسیار بزرگی پدیدآورند و در قفقاز[ ارّان، که در ۱۹۱۸ میلادی نامِ جمهوری آذربایجان را بر خود نهاد] نیز پِی‌رَوی از اندیشهٔ ایشان می‌نمودند. این گفتارها در آذربایجان کارگر نمی‌افتاد؛ زیرا آذربایجانیان خواستِ نویسندگانِ آنها را نیک می‌دانستند و مردم در آنجا کمتر ارجی به آن نگارش‌ها می‌نهادند.
لیکن در تهران روزنامه‌ها به جوش آمده به پاسخ می‌کوشیدند و چیزهایی می‌نوشتند که اگر ننوشتندی بهتر بودی. این شگفت که چیزی را که می‌بایست به جست‌وجو از راهِ تاریخ به دست آورند هر کسی با گمان و پندار، سخنِ دیگری بیرون می‌داد. چنان‌که یکی از روزنامه‌های تهران می‌نوشت: «مغولان چون به ایران آمدند با زور و فشار، ترکی را در آذربایجان رواج دادند.»
این است نمونه‌ای از پاسخ‌هایی که به نویسندگانِ ترک داده می‌شد و شما چون بسنجید چندین نادرستی در آن پدیدار است؛ زیرا چنین چیزی در هیچ تاریخی نوشته نشده و مغولان با صد خون‌خواری و بی‌دادگری، از این بی‌داد به دور بوده‌اند که زبانِ مردم را دیگر سازند. وآن‌گاه زبانِ مغولان، ترکی نبوده تا آن را با زور، روان گردانند.
ایران[ایرها] یا مردمِ ایر چون به پُشتهٔ ایران آمدند، دستهٔ بزرگی از ایشان که ماد نامیده می‌شدند شمالِ غربیِ ایران را که اکنون آذربایجان و شهرهای همدان و کرمانشاهان و قزوین و اِسپَهان و تهران در آنجاست فرا گرفتند و آذربایجان، مادِ خُرد و آن بخشِ دیگر، مادِ بزرگ بوده. پیش از ایران، بومیان دیگری در آذربایجان می‌نشسته‌اند و ایران چون به آنجا درآمده و بر آن بومیان چیره شده‌اند، دو تیره به هم درآمیخته‌اند. ولی این در همه‌جا بوده است و ما در پیِ آن نیستیم که بگوییم مردمِ آذربایجان یا مردمِ ایران تنها از ریشهٔ ایر بوده‌اند و هیچ آمیختگی با دیگران نمی‌داشته‌اند. این خود چیزِ بیهوده‌ای‌است و جدایی میانهٔ این ریشه و آن ریشه گزاردن دور از خِرَد می‌باشد. راهِ کوچِ ترکان [به آذربایجان نیز] از زمانِ پادشاهیِ سلجوقیان[در حدودِ هزار سال پیش] باز شد لیکن باید دانست دسته‌هایی پیش از آن زمان به ایران آمده‌اند و به آذربایجان رسیده‌اند. با این همه در زمانِ سلجوقیان زبانِ آذربایجان همان آذری بوده و ترکی جز زبانِ ترکانِ تازه‌رسیده شمرده نمی‌شده. جا باز کردنِ ترکی برای خود و به کنار زدنِ آن، آذری را، پیش از پادشاهیِ صفویان انجام گرفته[در حدودِ پانصد سال پیش] و می‌توان گفت در آن روزگار[عصرِ صفویان] ترکی به‌یک‌بار چیره شده و آذری از شهرها ناپدید گردیده و در بیرون‌ها نیز جز چند جا بازنمانده.

[با این حال] زبانِ همگانی[فارسی] همیشه در آذربایجان بوده است و کنون نیز هست و این از شگفتی‌هاست که آذربایجانیان با آنکه از قرن‌ها، زبانشان ترکی گردیده همیشه در نوشتن، فارسی را به کار می‌بردند. نه تنها در کتاب‌نویسی و چامه‌سرایی، در نامه نوشتن به یکدیگر هم جز آن را به کار نمی‌بردند و کنون نیز نمی‌برند. اگرچه گاهی در آذربایجان کتاب‌ها به ترکی نوشته شده و برخی شاعران شعرها سروده‌اند، لیکن این‌ها بسیار کم و جز از روی هوس نبوده است.»